# Sibo (tätort)

Sibo är en tätort i Hanebo socken i Bollnäs kommun, Gävleborgs län. Byn Lilltjära ligger i nära anslutning öster om tätorten. Några kilometer söderut ligger Kölberget.

## Historia
En stor arbetsgivare på orten var under lång tid Skogens Kol AB Fabriken byggdes år 1906 och framställde inledningsvis träkol. I mitten av 1940-talet hade fabriken över 400 anställda på orten. Fabriken lades ner år 2013.

## Sevärdheter

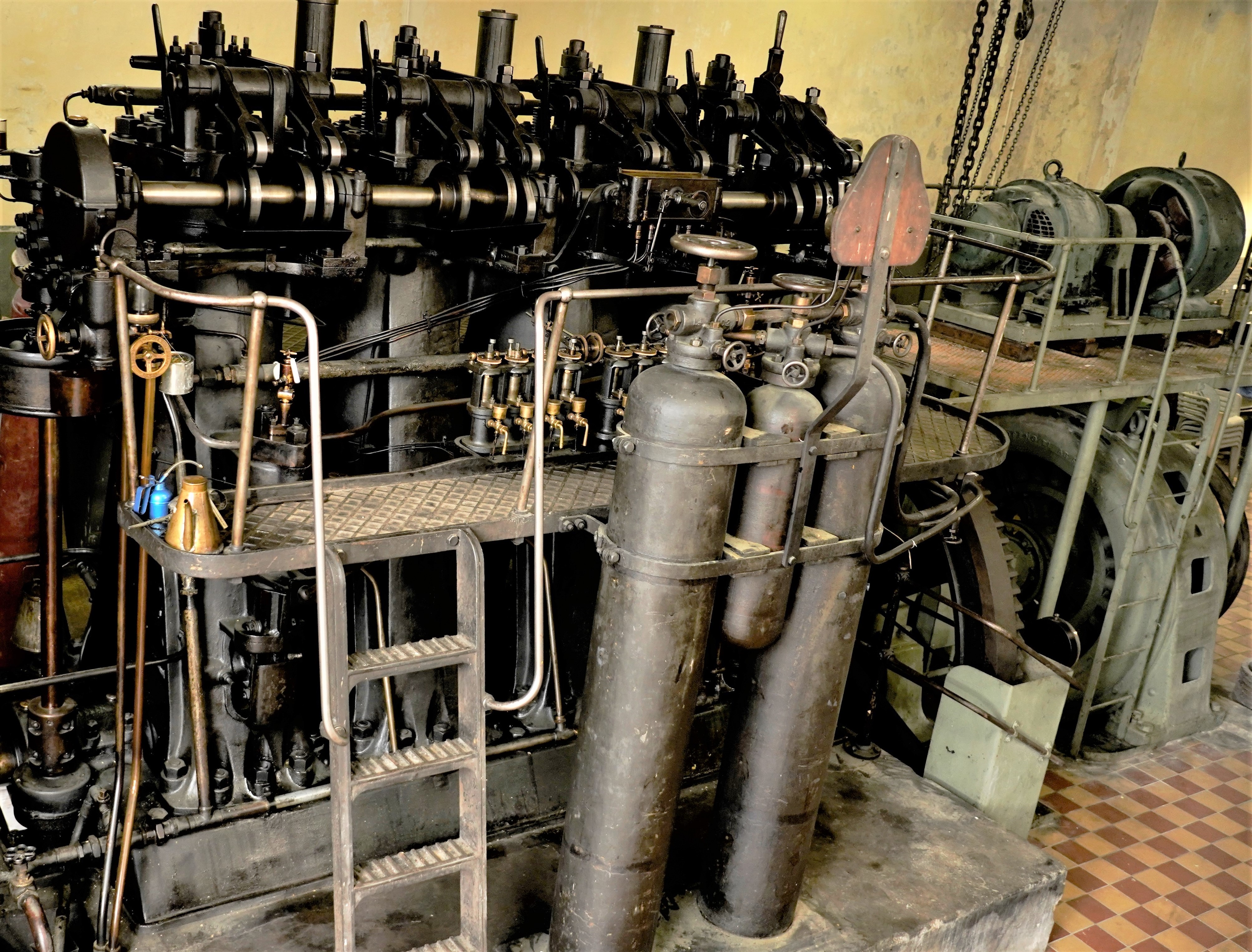
Dieselmotor tillverkad 1908 vid AB Diesels Motorer Sickla Stockholm, effekt 200 hk, vikt 22 ton.

### Sibodieseln, en av världen äldsta fungerande dieselmotorer
Sibo har byggts runt industrin Skogens Kol AB. Skogens Kols historia finns beskrivet i en bok av Johan Bodell,  Skogens Kol hade från starten omkring 1910 egen elproduktion från ångmaskiner och likströmsgeneratorer. År 1912 byggdes Landafors första kraftstation. De som investerade i stationen var två bönder i Landafors och Skogens Kol i Sibo.  Anläggningen i Sibo byggdes successivt om till 380 Volt växelström och blev därför mer och mer beroende av säker strömförsörjning från Landaforsens Kraft AB. Då det bara fanns en generator och en linje, 5000 Volt, fram till Sibo blev detta till slut ohållbart ur driftsäkerhetssynpunkt. Företaget köpte därför omkring 1920 en dieselmotor från Djursholms elektricitetsverk, tillverkad 1908 vid AB Diesels Motorer, Stockholm. Motorn är en så kallad gammeldiesel där bränslet blåses in i cylindrarna med hjälp av tryckluft. Den väger 22 ton och utvecklar 200 hk. Motorn försågs med en direktkopplad trefasgenerator från Luth & Rosens Elektriska och var enbart avsedd att användas som nödgenerator vid strömavbrott. Från 1950-talet blev dieselgeneratorns betydelse för säker drift av anläggningen allt mindre då näten hade förstärks och fler högspänningsmatningar tillkommit. Den sista gången motorn startades innan företaget gick i konkurs var 1967. Föreningen Sibodieseln bildades i samband med konkursen och kunde rädda dieselgeneratorn och ställverk från att säljas som skrot. År 2018 hade Föreningen Sibodieseln renoverat motorn och körde den för första gången på 51 år inför en entusiastisk publik på ca 500 personer. Motorn har därefter körts varje sommar. Föreningen har fler maskiner, fullt fungerande, som presenteras och körs vid dessa tillfällen.

## Befolkningsutveckling
| Befolkningsutvecklingen i Sibo 1950–2020 | Befolkningsutvecklingen i Sibo 1950–2020 | Befolkningsutvecklingen i Sibo 1950–2020 | Befolkningsutvecklingen i Sibo 1950–2020 | Befolkningsutvecklingen i Sibo 1950–2020 |
| ---------------------------------------- | ---------------------------------------- | ---------------------------------------- | ---------------------------------------- | ---------------------------------------- |
|                                          |                                          |                                          |                                          |                                          |
| År                                       |                                          |                                          | Folkmängd                                | Areal (ha)                               |
| 1950                                     | 1950                                     |                                          | 335                                      |                                          |
| 1960                                     | 1960                                     |                                          | 480                                      |                                          |
| 1965                                     | 1965                                     |                                          | 426                                      |                                          |
| 1970                                     | 1970                                     |                                          | 411                                      |                                          |
| 1975                                     | 1975                                     |                                          | 324                                      |                                          |
| 1980                                     | 1980                                     |                                          | 339                                      |                                          |
| 1990                                     | 1990                                     |                                          | 376                                      | 152                                      |
| 1995                                     | 1995                                     |                                          | 371                                      | 154                                      |
| 2000                                     | 2000                                     |                                          | 347                                      | 154                                      |
| 2005                                     | 2005                                     |                                          | 351                                      | 154                                      |
| 2010                                     | 2010                                     |                                          | 301                                      | 154                                      |
| 2015                                     | 2015                                     |                                          | 281                                      | 129                                      |
| 2020                                     | 2020                                     |                                          | 256                                      | 151                                      |
|                                          |                                          |                                          |                                          |                                          |